# رعاش أسود
رعاش أسود (الاسم العلميDiplacodes lefebvrii)، حشرة من اليعاسيب تتبع فصيلة الرعاشات. توجد في معظم أفريقيا، موائلها المياه العذبة.